# Charles de Lauzirika
Charles de Lauzirika (nascut el 17 d'agost de 1967 a Los Angeles, Califòrnia) és un productor i cineasta estatunidenc de DVD i Blu-ray.

## Primers anys
Lauzirika, d'ascendència basca, va passar els seus primers anys a La Crescenta, Califòrnia i va assistir al Glendale College on va exercir d'editor d'entreteniment de In Focus, el programa setmanal de la universitat televisió d'accés públic. També va col·laborar amb el setmanari de l'escola, El Vaquero, rebent diversos premis de periodisme estudiantil del JACC pel seu treball com a dibuixant editorial, editor d'entreteniment i redactor en cap. Més tard, Lauzirika va assistir a la School of Cinematic Arts de la Universitat del Sud de Califòrnia on va escriure i dirigir una pel·lícula de 16 mm en presa directa totalment finançada al programa del Taller de Producció Avançada CNTV 480; Lauzirika es va graduar el 1994.

## Carrera en cinema i DVD
Mentre assistia a l'escola de cinema de la USC, Lauzirika va treballar simultàniament per a nombroses companyies de cinema, incloses Lucasfilm Ltd., Lightstorm Entertainment, Warner Bros., Silver Pictures i Scott Free Productions. Mentre treballava com a analista d'històries per als directors Ridley Scott i Tony Scott, Lauzirika va ser escollit per Ridley Scott per supervisar i produir elaborades edicions especials en DVD de les pel·lícules clàssiques de Scott. Les obres de Lauzirika han estat nominades als premis d'estrena de vídeo i DVD, i el 2003 el seu complet de nou discos quatrilogia Alien va guanyar el premi DVDX al millor DVD en general, pel·lícula clàssica. El 2008, Lauzirika va guanyar dos premis Saturn pel seu treball a Blade Runner (Millor edició especial de DVD) i Twin Peaks (Millor llançament de televisió retro). El 2011, va guanyar el seu tercer premi Saturn per a Alien Anthology (Millor col·lecció de pel·lícules en DVD.) I el 2015, Lauzirika va guanyar el seu quart premi Saturn per produir Twin Peaks The Entire Mystery (Millor Blu -ray Television Release.)
Lauzirika s'ha encarregat de les restauracions i nous talls de pel·lícules com Alien 3, Legend i Blade Runner: The Final Cut, cada projecte requeria nous efectes visuals i escenes addicionals que s'havien de combinar perfectament amb el metratge existent. També ha dirigit diversos anuncis publicitaris i curtmetratges, així com el vídeo musical de When You Get Home (1998) de Montell Jordan, que comptava amb Billy Dee Williams. El mateix Lauzirika serveix de tant en tant com a operador de càmera en les seves entrevistes documentals, fomentant així un entorn més íntim, permetent que l'entrevistat comparteixi més davant la càmera. Encara que el seu treball s'ha associat durant molt de temps amb les pel·lícules de Ridley Scott, Lauzirika també ha produït contingut en DVD per a les obres de nombrosos altres directors, inclosos David Lynch, Sam Raimi, James Cameron, els germans Coen, Michael Bay, David Fincher, Robert Rodriguez, Marc Webb, John Badham, Neil Marshall, Jean-Pierre Jeunet, Mark Romanek i Tony Scott.
El 2010, Empire va informar que Lauzirika estava treballant en un llançament complet en Blu-ray de les quatre pel·lícules Alien, ara conegudes com a Antologia Alien. A més de crear contingut nou, també va supervisar una nova barreja de so de l'edició especial Alien 3 que va requerir el retorn dels actors Sigourney Weaver, Charles Dance i Lance Henriksen per tornar a gravar els seus diàlegs a causa del mal so de producció que s'escolta en el muntatge original de la pel·lícula. L'any 2011 es va informar que Lauzirika estava treballant en edicions especials de DVD/Blu-ray per a pel·lícules com Transformers: Dark of the Moon, The Amazing Spider-Man i Prometheus.
Lauzirika va fer el seu debut com a director amb el thriller psicològic Crave que va començar a rodar-se el 23 d'octubre de 2009 a Detroit, Michigan, i protagonitzat per Josh Lawson, Emma Lung, Edward Furlong i Ron Perlman. Lauzirika també és un dels productors de la pel·lícula i va coescriure el guió amb Robert A. Lawton. Crave es va estrenar mundialment al FanTasia el 24 de juliol de 2012 i va guanyar el premi New Flesh a la millor primera pel·lícula. Aleshores, la pel·lícula es va estrenar als Estats Units a Fantastic Fest a Austin, Texas, el 22 de setembre de 2012, on Lauzirika va guanyar el premi al millor director al concurs Next Wave del festival. També va ser l'encarregat de dirigir i coescriure una adaptació del curtmetratge de ciència-ficció de la història de Philip K. Dick "I Hope I Shall Arrive Soon". El 2013, Lauzirika va ser nomenat president del jurat en la categoria primer llargmetratge al FanTasia, la mateixa categoria que Crave va guanyar l'any anterior.a produir un documental de 71 minuts sobre la realització del reboot de Hellboy dirigit per Neil Marshall. També va dirigir una sàtira curta de terror titulada Love Bite, protagonitzada per Carlee Baker i Cuyle Carvin, i escrita per Baker i Lauzirika. La pel·lícula es va estrenar al LII Festival Internacional de Cinema Fantàstic de Catalunya el 6 d'octubre de 2019.
El 2023, Lauzirika va escriure i dirigir el curtmetratge de terror Honk protagonitzat per Zach Galligan i Tyler Mane. La pel·lícula va començar la seva carrera festivalera amb la seva estrena mundial a competició al Festival de Cinema de Sitges el 12 d'octubre de 2023. Més tard es va estrenar als Estats Units a FilmQuest a Provo, Utah, el 2 de novembre de 2023, on va guanyar el premi al millor so (curt.) Poc després, la pel·lícula va guanyar el prestigiós premi Little Golden Skull (Global) al millor curtmetratge al Morbido Film Fest, amb seu a Ciutat de Mèxic, que va marcar la seva estrena llatinoamericana.
També es va anunciar el 2023 que Lauzirika s'adjuntava per dirigir un documental sobre la problemàtica producció de David Lean de La filla de Ryan titulat Reap the Whirlwind: David Lean and the Madness of Ryan's Daughter.
Al maig de 2024, Lauzirika va confirmar que havia produït el documental de sis parts Torn Asunder: Waging Alex Garland's Civil War per a l'estrena d'entreteniment domèstic de Civil War d'Alex Garland.

## Pel·lícules i documentals seleccionats
| Any  | Títol | Font original                                                                                          | Crèdits |
| ---- | --- | --- | --- |
| 2024 | Torn Asunder: Waging Alex Garland's Civil War | Civil War (2024, Garland)                                                                              | productor |
| 2023 | Honk | Curtmetratge (Narratiu)                                                                                | director, guionista, productor, editor |
| 2019 | Love Bite | Curtmetratge (Narratiu)                                                                                | director, coguionista, productor |
| 2019 | Tales of the Wild Hunt: Hellboy Reborn | Hellboy (pel·lícula de 2019) (2017, Marshall)                                                          | productor |
| 2017 | A Very Lovely Dream: One Week in Twin Peaks | Twin Peaks (sèrie de televisió de 2017) (2017, Lynch)                                                  | director, productor, operador de càmera |
| 2016 | The Long Way Home: Making The Martian | The Martian (2015, R. Scott)                                                                           | director, productor, operador de càmera |
| 2015 | Star Wars Launch Bay - Meet the Makers | Star Wars (1977, Lucas)                                                                                | director, productor |
| 2015 | Keepers of the Covenant: Making Exodus: Gods and Kings | Exodus: Gods and Kings (2014, R. Scott)                                                                | director, productor, operador de càmera |
| 2015 | The Lawgiver's Legacy | Exodus: Gods and Kings (2014, R. Scott)                                                                | director, productor, operador de càmera |
| 2014 | Between Two Worlds | Twin Peaks: Els últims dies de Laura Palmer (1992, Lynch)                                              | director, productor |
| 2014 | The Wages of Heroism: Making The Amazing Spider-Man 2 | The amazing Spider-Man 2: El poder de l'Electro (2014, Webb)                                           | director, productor, operador de càmera |
| 2014 | The A Game: Michael Bay's Pain & Gain | Pain & Gain (2013, Bay)                                                                                | productor |
| 2013 | Lensing One Hour Photo | One Hour Photo (2002, Romanek)                                                                         | productor |
| 2013 | Crave | Llargmetratge (Narratiu)                                                                               | director, coguionista, productor |
| 2012 | The Furious Gods: Making Prometheus | Prometheus (2012, R. Scott)                                                                            | director, productor, operador de càmera |
| 2012 | Rite of Passage: The Amazing Spider-Man Reborn | The Amazing Spider-Man (2012, Webb)                                                                    | director, productor, operador de càmera |
| 2012 | Above and Beyond: Exploring Dark of the Moon | Transformers: Dark of the Moon (2011, Bay)                                                             | productor, operador de càmera |
| 2011 | Alicia Florrick: Real Deal | The Good Wife (2011, R. King, M. King)                                                                 | director, productor, operador de càmera |
| 2010 | Rise and Rise Again: Making Ridley Scott's Robin Hood | Robin Hood (2010, R. Scott)                                                                            | productor, operador de càmera |
| 2010 | Alien3: Assembly Cut | Alien3 (1992 / 2003 / 2010, Fincher)                                                                   | restoration productor |
| 2010 | Wreckage and Rage: Making Alien³ (Uncut) | Alien 3 (1992, Fincher)                                                                                | director, productor, guionista |
| 2009 | The Human Factor: Exacting Revenge of the Fallen | Transformers: Revenge of the Fallen (2009, Bay)                                                        | productor, operador de càmera |
| 2009 | Not A Love Story: Making (500) Days of Summer | (500) Days of Summer (2009, Webb)                                                                      | productor |
| 2008 | Fallen Empire: Making American Gangster | American Gangster (2007, R. Scott)                                                                     | productor, written by, operador de càmera,†director                                                                                              |
| 2008 | Flights of Fancy: The Politics and Paranoia of Capricorn One | Capricorn u (1978, Hyams)                                                                              | productor |
| 2007 | Blade Runner: The Final Cut | Blade Runner (1982, R. Scott)                                                                          | restoration productor |
| 2007 | Dies perillosos: Com es va fer "Blade Runner" | Blade Runner (1982, R. Scott)                                                                          | director, productor, operador de càmera |
| 2007 | Secrets from Another Place: Creating Twin Peaks | Twin Peaks (1990, Lynch)                                                                               | director, productor, guionista |
| 2006 | The Path to Redemption | El regne del cel (2005, R. Scott)                                                                      | director, productor, operador de càmera |
| 2006 | Ride with the Angels: Making Blue Thunder | El tro blau (1983, Badham)                                                                             | director, productor |
| 2005 | Strength and Honor: Creating the World of Gladiator | Gladiator (2000, R. Scott)                                                                             | director, productor |
| 2005 | Vengeance Is Mine: Reinventing Man on Fire | Man on Fire (2004, T. Scott)                                                                           | productor, guionista |
| 2005 | Kingdom of Heaven: Interactive Production Grid | El regne del cel (2005, R. Scott)                                                                      | director, productor, operador de càmera |
| 2004 | Danger Zone: The Making of Top Gun | Top Gun (1986, T. Scott)                                                                               | productor |
| 2004 | Making the Amazing | Spider-Man 2 (2004, Raimi)                                                                             | director, productor, guionista |
| 2004 | Tricks of the Trade: Making Matchstick Men | Els impostors (2003, R. Scott)                                                                         | director, productor, cinematographer |
| 2003 | Alien Quadrilogy: The Beast Within: The Making of Alien Superior Firepower: The Making of Aliens The Making of Alien³ One Step Beyond: The Making of Alien: Resurrection | Alien (1979, R. Scott) Aliens (1986, Cameron) Alien³ (1992, Fincher) Alien Resurrection (1997, Jeunet) | director, productor, guionista, operador de càmera director, productor, guionista ‡director,‡productor,‡guionista director, productor, guionista |
| 2003 | Thelma & Louise: The Last Journey | Thelma i Louise (1991, R. Scott)                                                                       | director, productor, guionista |
| 2003 | Inside Die Another Day | Mor un altre dia (2002, Tamahori)                                                                      | productor |
| 2002 | Duelling Directors: Ridley Scott & Kevin Reynolds | Els duelistes (1977, R. Scott)                                                                         | director, productor, operador de càmera |
| 2002 | The Essence of Combat: Making Black Hawk Down | Black Hawk abatut (2001, R. Scott)                                                                     | productor |
| 2002 | Inside Speed | Speed (1994, de Bont)                                                                                  | director, productor, guionista |
| 2002 | Legend: The Director's Cut | Legend (1985, R. Scott)                                                                                | restoration productor |
| 2001 | Breaking the Silence: The Making of Hannibal | Hannibal (2001, R. Scott)                                                                              | director, productor |
| 2000 | Style as Substance: Reflections on Tarsem | The Cell (2000, Singh)                                                                                 | productor |
|      | | | †no acreditat ‡acreditat com a "Fredrick Garvin"                                                                                                 |